# Pierre-Henri Nyst

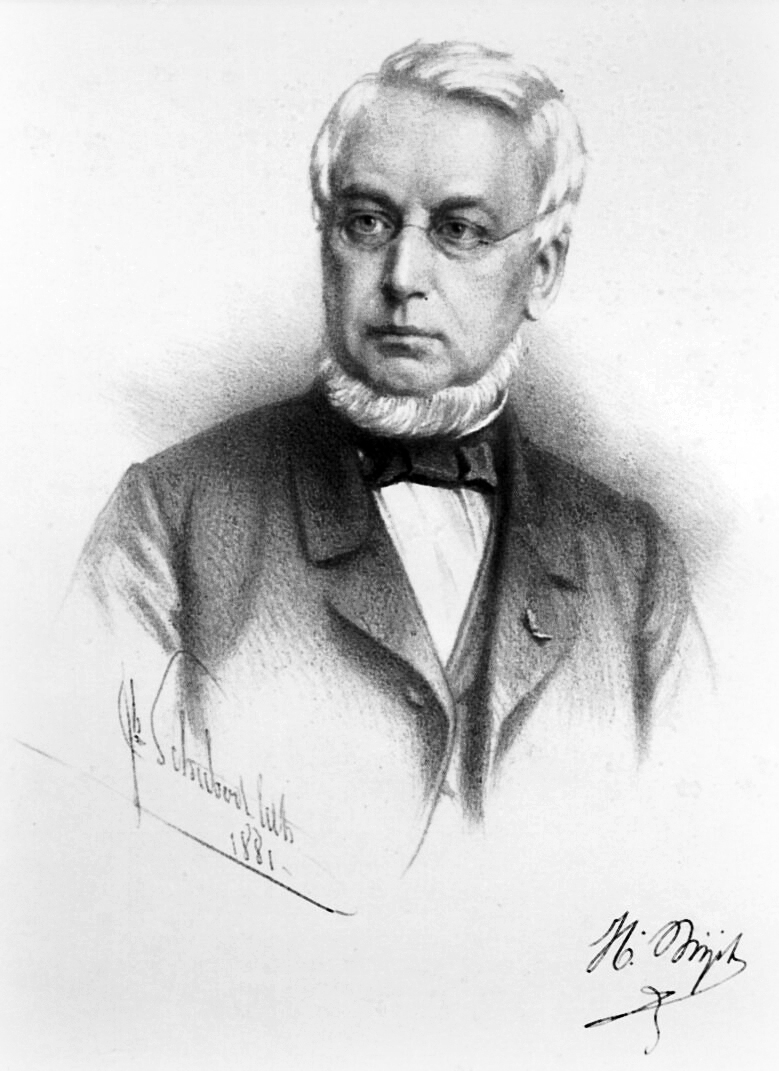
Portret van Pierre-Henri Nyst

Pierre-Henri Nyst (Arnhem, 16 mei 1813 - Brussel, 6 april 1880) was een malacoloog van Nederlandse nationaliteit die echter zijn hele leven in België heeft doorgebracht.
Hij is onder andere bekend door zijn boek Conchyliologie des terrains Tertiaires de la Belgique (1878-1881) en behoort daarmee, samen met Frederic William Harmer en Searles Valentine Wood Sr tot de belangrijkste klassieke auteurs die de pliocene molluskenfauna van het Noordzeebekken onderzocht hebben.
Hij is de grootvader van de letterkundige Ray Nyst.

## Eponiemen
Er zijn vrij veel dieren naar Nyst vernoemd, vooral mollusken. Daarvan kunnen onder andere genoemd worden:
Mollusken:
- Acamptogenotia intorta nysti Glibert, 1954
- Amnicola nysti de Boissy, 1848
- Angulus (Peronaea) benedenii nysti (Deshayes, 1857)
- Astarte nystana Kickx, 1835
- Asthenotoma nysti d'Orbigny, 1847
- Cerodrillia (Elaeocyma) nysti (Harmer, 1915)
- Chlamys nysti G. Vincent, 1881
- Corbula nystii Deshayes, 1857 = Lentidium (Ajanssenium) nitidum (J. Sowerby, 1822)
- Crassatella nystiana d’Orbigny, 1850
- Diplodonta (Felaniella) nysti (Bosquet, 1868)
- Emarginula nystiana (Bosquet, 1851)
- Euspira nysti (d'Orbigny, 1852)
- Fissurella nystiana de Ryckholt, 1847
- Helix nystiana Pfeiffer, 1845 = Trichodiscina coactiliata (Férussac, 1838)
- Hydrobia nysti Mayer-Eymar, 1889
- Limatula nysti Speyer, 1864
- Melanoides (Tarebia) fasciatus nysti (Nyst, 1836)
- Murex nysti A. Rouault, 1848
- Musculus nysti Nyst, 1836 = Aulacomya subfragilis d'Orbigny, 1852
- Mytilopsis nystiana (d'Orbigny, 1847)
- Nuculella nysti Galeotti, 1837
- Nystia Tournouër, 1869
- Nystiella Clench & Turner, 1952
- Nystiellinae Clench & Turner, 1952
- Ocenebra pseudonysti (S.V. Wood, 1879)
- Odontostoma nysti Bosquet, 1859 = Odostomia semperi (Bosquet, 1859)
- Oxystele nysti Cossmann, 1918 = Calliostoma simile Sowerby, 1818
- Pelecyora (Cordiopsis) polytropa nysti (d'Orbigny, 1852)
- Pleurotoma nysti Rouault, 1848.
- Pterynotus nysti (Von Koenen, 1867) = Pterynotus (Pterochelus) angustifolius (Kautsky, 1925)
- Purpura (Tritonalia) nysti (Von Koenen, 1867)
- Scobinella? nysti Glibert, 1958 = Mangelia gracilior (Bell, 1871)
- Stalagmium nysti Galeotti, 1837
- Syrnola nysti d'Orbigny, 1852
- Thracia nysti von Koenen, 1868
- Thyasira nysti (Philippi, 1845)
- Trophon muricatus nysti (Harmer, 1914) = Trophon muricatus (Montagu, 1803)
- Trophon nysti (Rouault,1850)

Brachiopoden:
- Mannia nysti Dewalque, 1868
- Novocrania nysti (Davidson, 1874)
- Productus (Rugicostella) nystianus De Koninck, 1842
- Terebratulina nysti Bosquet, 1862

overige:
- Cythere nystiana Bosquet, 1852 (Ostracoda)
- Loxoconcha nystiana (Bosquet, 1852) Keij, 1957 (Ostracoda)
- Onychocella nysti (v. Hagenow, 1851) (Bryozoa)
- Palaeophoca nystii Van Beneden, 1859 (Mammalia)
- Proboscidiella nystiana de Koninck (Metamonada Protista)
- Rotularia nysti Galeotti, 1837 (Annelida)
- Stephanophyllia nysti Milne-Edwards & Haime, 1851 (Cnidaria)